# David Barrado Navascués
David Barrado Navascués (Madrid, 1968) es un científico y divulgador español.

## Biografía
Barrado Navascués es profesor de Investigación del CSIC en el Centro de Astrobiología, asociado al Instituto de Astrobiología de la NASA (NAI), y director científico de la Unidad María de Maeztu. Es investigador principal en el INTA (Instituto de Técnica Aeroespacial), donde desarrolla el proyecto MIRI, instrumento para el infrarrojo medio que volará en el próximo telescopio espacial, el JWST.
Se ha especializado en el estudio de la formación estelar y de sistemas planetarios por medio de distintas técnicas observacionales. A comienzos del año 2010 se convirtió en director del Centro Astronómico Hispano-Alemán de Calar Alto, cargo que ocupó hasta 2013. Compagina sus tareas como investigador con una intensa actividad como divulgador científico.

## Vida privada
Navascués es abiertamente homosexual.